# Maillane
Maillane är en kommun i departementet Bouches-du-Rhône i regionen Provence-Alpes-Côte d'Azur i sydöstra Frankrike. Kommunen ligger  i kantonen Saint-Rémy-de-Provence som ligger i arrondissementet Arles. År 2022 hade Maillane 2 779 invånare.

## Befolkningsutveckling
Antalet invånare i kommunen Maillane
Referens:INSEE